# سنجش (فیلم ۱۹۶۰)
سنجش یا عیار (به هندی: Paradesi) ، فیلمی هندی محصول سال ۱۹۶۰ و به کارگردانی بیمال روی است. در این فیلم بازیگرانی همچون سادهانا شیوداسانی، موتیلال، نظیر حسین، دورگا کوته، لیلا چیتنیس و رشید خان ایفای نقش کرده‌اند.